# Steve Nelson
Stjepan Mesaros o Stephen Mesarosh, más conocido como Steve Nelson (Subocka, 1 de enero de 1903 - 9 de diciembre de 1993), fue un activista político estadounidense de origen croata. Nelson alcanzó notoriedad pública como comisario político del Batallón Abraham Lincoln en la guerra civil española y como una de las principales figuras del Partido Comunista de Estados Unidos. También es conocido porque fue condenado a pena de cárcel en los años 1950 acusado de un delito de sedición en aplicación de una ley del Estado de Pensilvania de 1919 cuando, tal y como determinó tres años después la Corte Suprema de Estados Unidos, esa legislación estaba abolida.

## Biografía
Nacido en Croacia con el nombre de Stjepan Mesaros, emigró a los Estados Unidos con su madre y tres hermanas en 1919. Comenzó a trabajar en un matadero y en  una planta de tratamientos cárnicos en Pittsburgh, Pensilvania.
En 1923, ya con el nombre de Steve Nelson, se unió a la sección juvenil del Partido Comunista de Estados Unidos, la Liga de Jóvenes Trabajadores (más tarde Young Communist League USA), y en 1925 al Partido Comunista. Se casó con Margaret Yaeger, una mecanógrafa en la oficina de Pittsburgh y estableció su residencia en Detroit, donde trabajó en la industria automotriz como operario en la línea de montaje. También fue un activo sindicalista. En 1928 se trasladó con su familia a la ciudad de Nueva York. Nelson estudió marxismo en la New York Workers School, un centro dependiente del Partido Comunista. Durante la Gran Depresión, fue uno de los organizadores del International Unemployment Day (Día Internacional de Desempleo), movilización que se llevó a cabo el 6 de marzo de 1930 en distintos lugares del mundo como protesta de los trabajadores desempleados. Fue detenido junto con Joe Dallet y Oliver Law. Nelson y su esposa fueron enviados por el Partido Comunista estadounidense a Moscú en 1931, y se formaron en la Escuela Internacional Lenin durante dos años. Nelson pasó así a trabajar para el Comitern en funciones de correo. A su regreso a los Estados Unidos en 1933, se establecieron en Wilkes-Barre.
Al iniciarse la guerra civil española en julio de 1936 tras las sublevación de una parte del ejército, se unió a los brigadistas extranjeros que acudieron a España en defensa de la República. Después de que, en la batalla del Jarama, el Batallón Abraham Lincoln y otras unidades sufrieran fuertes pérdidas, se incorporó al mismo junto con otros estadounidenses. En el frente, de nuevo el alto número de bajas de su batallón y el Batallón George Washington en la batalla de Brunete, forzó la fusión de ambas. Mirko Markovicz, un estadounidense de origen yugoslavo, fue designado comandante del nuevo batallón Lincoln-Washington y Nelson se convirtió en su comisario político. En la batalla de Belchite, Nelson fue herido y debió ser trasladado a un hospital en Valencia. Al alta, no volvió a participar directamente en el frente. Después de finalizar la Segunda Guerra Mundial se estableció de nuevo en Pittsburgh, donde fue un destacado dirigente del Partido Comunista, pero en 1950 fue arrestado y condenado por un delito de sedición en aplicación de una ley del Estado de Pensilvania de 1919 que, en 1956, declaró nula la Corte Suprema de los Estados Unidos y Steve Nelson fue puesto en libertad. Abandono el Partido Comunista en 1957, cuando Nikita Jruschov reveló los crímenes y estragos cometidos por Iósif Stalin. Años más tarde presidió la asociación de veteranos de la brigada Abraham Lincoln.